# ルーファス・パットナム
ルーファス・パットナム（Rufus Putnam、1738年4月9日 - 1824年5月4日）は、フレンチ・インディアン戦争における植民地軍将校で、アメリカ独立戦争における大陸軍の将軍。